# Cyathonchus tenuicaudatus
Cyathonchus tenuicaudatus är en rundmaskart som beskrevs av Nathan Augustus Cobb 1933. Cyathonchus tenuicaudatus ingår i släktet Cyathonchus och familjen Prismatolaimidae. Inga underarter finns listade i Catalogue of Life.